# Eduardo Iturralde González
Eduardo Iturralde González (Arrankudiaga, 20 februari 1967) is een voetbalscheidsrechter uit Spanje. Hij fluit sinds 1998 op het hoogste niveau in Europa. Hij was 28 jaar, toen hij zijn eerste wedstrijd in de Spaanse Primera División leidde. Iturralde González floot driemaal El Clásico tussen Barcelona FC en Real Madrid gedurende zijn carrière: 1999, 2005 en 2010.

## Interlands
| Datum      | Wedstrijd                        | Uitslag | Competitie        | Kreeg geel | Kreeg voor de tweede keer geel en dus rood | Weggestuurd |
| ---------- | -------------------------------- | ------- | ----------------- | ---------- | ------------------------------------------ | ----------- |
| 20-11-2002 | Frankrijk – Servië en Montenegro | 3 – 0   | Vriendschappelijk | 1          | 0                                          | 0           |
| 11-06-2003 | Ierland – Georgië                | 2 – 0   | EK-kwalificatie   | 1          | 0                                          | 0           |
| 20-08-2003 | Faeröer – IJsland                | 1 – 2   | EK-kwalificatie   | 1          | 0                                          | 0           |
| 31-05-2004 | Nieuw-Zeeland – Salomonseilanden | 3 – 0   | WK-kwalificatie   | 3          | 0                                          | 0           |
| 02-06-2004 | Australië – Fiji                 | 6 – 1   | WK-kwalificatie   | 4          | 0                                          | 1           |
| 06-06-2004 | Australië – Salomonseilanden     | 2 – 2   | WK-kwalificatie   | 2          | 1                                          | 0           |
| 04-09-2004 | Albanië – Griekenland            | 2 – 1   | WK-kwalificatie   | 3          | 0                                          | 0           |
| 01-03-2006 | Italië – Duitsland               | 4 – 1   | Vriendschappelijk | 3          | 0                                          | 0           |
| 13-05-2006 | Japan – Schotland                | 0 – 0   | Kirin Cup         | ?          | ?                                          | ?           |
| 15-11-2006 | Israël – Kroatië                 | 3 – 4   | EK-kwalificatie   | 3          | 0                                          | 0           |
| 06-06-2007 | Noorwegen – Hongarije            | 4 – 0   | EK-kwalificatie   | 2          | 0                                          | 0           |
| 22-08-2007 | Oostenrijk – Tsjechië            | 1 – 1   | Vriendschappelijk | 0          | 0                                          | 0           |
| 11-10-2008 | Slovenië – Noord-Ierland         | 2 – 0   | WK-kwalificatie   | 9          | 0                                          | 0           |
| 28-03-2009 | Wales – Finland                  | 0 – 2   | WK-kwalificatie   | 2          | 0                                          | 0           |
| 10-10-2009 | Luxemburg – Zwitserland          | 0 – 3   | WK-kwalificatie   | 3          | 0                                          | 0           |
| 08-10-2010 | Montenegro – Zwitserland         | 1 – 0   | EK-kwalificatie   | 2          | 0                                          | 0           |
| 11-10-2011 | Ierland – Armenië                | 2 – 1   | EK-kwalificatie   | 7          | 1                                          | 1           |